# Графітизування чавунів
Графітизування чавунів — виділення Карбону в чавунах у вигляді графіту.
Залежно від технології виробництва чавунів, їх хімічного складу Карбон у чавунах може перебувати як у вільному стані у вигляді графіту, так і у вигляді сполуки з Ферумом — цементиту.

Графітизування чавунів може відбуватися:
- під час кристалізації. Так отримують виливки з чавунів з пластинчастим графітом, кулястим графітом чи вермикулярним графітом. Графіт на відміну від метастабільного цементиту є стабільною фазою, і тому його кристалізація з розплаву термодинамічно вигідніша, оскільки забезпечує нижчий рівень вільної енергії сплаву. Графітизуванню під час кристалізації і наступного охолодження аустеніту сприяють: повільне охолодження, підвищення вмісту в розплаві Карбону та графітизувальних елементів (Силіцію, Алюмінію, Купруму, Ніколу), зменшення вмісту карбідотвірних елементів Манґану, Хрому, а також Сульфуру;
- під час графітизувального відпалу. Оскільки цементит у чавунах є метастабільним, то за високих температур він схильний до розкладання на аустеніт чи ферит і стабільний графіт. Тривалий графітизувальний відпал виливків з білого маловуглецевого (доевтектичного) чавуну спричиняє розкладання метастабільного цементиту з утворенням графіту компактної форми з кошлатими краями, так званого графіту відпалу, і утворення ковкого чавуну.